# 津南县
津南县，中国旧县名。
冀中抗日根据地设。1942年由天津市南部捷地减河以北地区析置。1946年划归山东省，1948年仍回河北省。1949年撤销。 